# 유메데 아에루 노니〜Sometimes I Cry〜
〈유메데 아에루 노니〜Sometimes I Cry〜〉(꿈에서 만날수 있는데〜Sometimes I Cry〜)는 2014년 6월 11일에 발매된  윈즈(w-inds.)의 33번째 싱글이다. 에릭 베네이 노래를 커버한 타이틀곡이다.

## 트랙 리스트

### 초회반A
1. 꿈에서 만날수 있는데 (夢で逢えるのに)~Sometimes I Cry~
2. Turned up
3. 꿈에서 만날수 있는데 (夢で逢えるのに)~Sometimes I Cry~ (Instrumental)
4. Turned up (Instrumental)

### 초회반B
1. 꿈에서 만날수 있는데 (夢で逢えるのに)~Sometimes I Cry~
2. Together Now
3. A Little Bit (Instrumental)
4. Together Now (Instrumental)

### 통상반
1. 꿈에서 만날수 있는데 (夢で逢えるのに)~Sometimes I Cry~
2. Say so long
3. 夢で逢えるのに~Sometimes I Cry~(Instrumental)
4. Say so long(Instrumental)

### 차트
- 오리콘 위클리 차트 7위를 기록하였다 (14/6/18)
- CDTV 랭킹 8위를 기록하였다. (14/6/21)
- 뮤직스테이션 CD lank 7위를 기록하였다.
- 빌보드 뮤직재팬 차트 19위를 기록하였다. (14/6/18)